# Кобук-Валли (национальный парк)
Национальный парк Кобук-Валли (англ. Kobuk Valley National Park) — национальный парк США. Расположен на северо-западе Аляски, в 40 км к северу от полярного круга.
Образован 2 декабря 1980 года актом Конгресса США по защите арктических территорий. Парк примечателен Большими песчаными дюнами Кобук и миграционными маршрутами северных оленей. Парк предлагает для посетителей кэмпинг, туристические маршруты, возможность наблюдения за дикой природой, рыбалку, путешествия на лодках и собачьих упряжках. Площадь парка составляет 7084,90 км², внутри парка нет специально проложенных автомобильных дорог.
Окруженный горами Уоринг (англ. Waring Mountains) с юга и горами Бэйрд (англ. Baird Mountains), парк является центром обширной экосистемы между заповедниками
Селауик (англ. Selawik National Wildlife Refuge) и Нотак (англ. Noatak National Preserve). Расстояние по реке до Чукотского моря более чем 121 км. На западе на расстоянии 51 км расположен национальный парк и заповедник Гейтс-оф-те-Арктик (англ. Gates of the Arctic National Park and Preserve).
Наиболее часто встречаемые животные — северные олени, восточно-арктическое стадо которых составляет около 400,000 голов. Стадо мигрирует ежегодно между зимними пастбищами южнее гор Уоринг и летней территорией к северу от гор Бэйрд, где олени дают потомство. Стадо ежегодно пересекает реку Кобук, традиционное место охоты коренных жителей региона инуитов.
В парк не ведут автомобильные дороги. Он доступен пешком, на собачьих упряжках, снегоходах и чартерными авиационными рейсами из городов Ном и Котцебу круглый год. Парк является одним из наименее посещаемых в системе национальных парков США.